# Русские переводы «Божественной комедии»

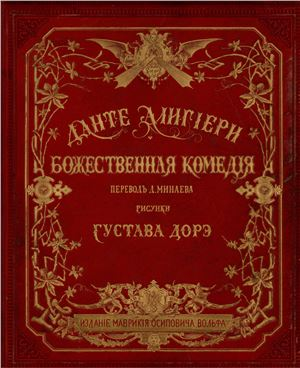
Обложка перевода Д. Минаева, 1870-е годы

Трудности поэтического перевода, осложнённые творческими и историческими особенностями текста «Божественной комедии», на протяжении нескольких столетий служили препятствием для полноценного знакомства русскоязычного читателя с поэмой. Её ранние переводы, в том числе Д. Е. Мина, Д. Д. Минаева, О. Н. Чюминой и других, созданные во второй половине XIX — начале XX века, были во многом далеки от надлежащей передачи и подлинного содержания, и сложной стилистики оригинала. Равнозначный подлиннику перевод «Комедии» Данте на русский язык был осуществлён только в советскую эпоху М. Л. Лозинским. Удостоенный в 1946 году Сталинской премии I степени, перевод Лозинского имеет полное право на признание его выдающимся явлением в истории русской поэзии. В более позднее время, в конце XX века, на свет появилось ещё несколько новаторских русских переводов «Божественной комедии», в том числе переводы А. А. Илюшина и В. Г. Маранцмана, позволяющие взглянуть на оригинал с точки зрения, отличной от Лозинского.

## Краткие сведения о русскоязычных переводах
Здесь представлен полный список русскоязычных переводов «Божественной комедии» с информацией о времени их написания и первой публикации в хронологическом порядке.
- Мир покаяния. Отрывок из Данта (отрывок из XXVIII песни «Чистилища») // Приятное и полезное препровождение времени. — 1798. — № 12, ч. 17. — С. 177—182[3][4].
- О. М. Сомов. «Надпись на вратах адовых: Из Дантовой поэмы Ад» («Украинский вестник», 1817, ч. VI., № 4, с. 100);
- А. С. Норов. «Отрывок из 3-й песни поэмы Ад» («Сын Отечества», 1823, № 30, с. 183—188);
- П. А. Катенин. «Ад. Песнь первая, песнь вторая, песнь третья, Уголин», в: «Сочинения и переводы в стихах Павла Катенина, с приобщением нескольких стихотворений князя Голицына», ч. II, СПб., 1832, с. 91—111 (окончен в декабре 1829 года[5]);
- С. П. Шевырёв. «Мною входят в град скорбей безутешных…» — начало III песни «Ада»[6] («Учёные записки Императорского Московского университета», 1833, № 5, ч. 2).

Далее указаны только переводы кантик или полные переводы «Божественной комедии» на русский язык.
- Ф. Фан-Дим. «Ад», перевод с итальянского (СПб., 1842—1843; прозой);
- Д. Е. Мин. «Ад», перевод размером подлинника (частичная публикация в 1844, полная — Москва, 1855), «Первая песнь Чистилища» («Русский вестник», 1865, том 59[7]), публикация полного перевода — посмертно (1902—1904)[8], переиздан в 2002 году[9];
- В. А. Петров. «Божественная комедия» (пер. с итал. терцинами, СПб., 1871, 3-е издание — 1872; перев. только «Ад»);
- Д. Д. Минаев. «Божественная комедия» (Лпц. и СПб., 1874, 1875, 1876, 1879, переиздание — М., 2006; переведено не с подлинника, терцинами);
- А. П. Фёдоров. «Божественная комедия» (пер. стихами с итал. яз., с объяснит. примеч. и биогр. очерком о Данте, СПб., 1893);
- П. А. Каншин. «Божественная комедия Ад» (прозаический перевод, СПб., 1894);
- В. В. Чуйко. «Божественная комедия», прозаический перевод, три части изданы отдельными книгами, СПб., 1894;
- М. А. Горбов. «Божественной комедии часть вторая: С объясн. и примеч.», М., 1898 («Чистилище», ритмической прозой)[10];
- Н. Н. Голованов. «Божественная комедия» (1896—1902[8], выполнен терцинами);
- О. Н. Чюмина. «Божественная комедия» (СПб., 1900), переведено не с подлинника (переиздание — М., 2007). Половинная Пушкинская премия (1905);
- М. Л. Лозинский. «Божественная комедия» (1936—1942[8]). Сталинская премия (1946)[11];
- Б. К. Зайцев. «Божественная комедия. Ад», подстрочный перевод прозой (1913—1918, первая публикация отдельных песен в 1928 и 1931 годах, редакция в 1942-м, первая полная публикация в 1961-м)[12];
- А. А. Илюшин. «Божественная комедия» (с 1960-х по 1980 год, частичная публикация в 1988-м, полное издание в 1995-м[13], переиздан в 2014-м[14]);
- В. С. Лемпорт. «Божественная комедия» (закончен в 1997 году)[15];
- В. Г. Маранцман. «Dante. Божественная Комедия» (1989—1999[16], впервые опубликован в 1999-м, переиздан в 2006-м[17]).

## История русских переводов «Божественной комедии»
Русские переводчики начинают более или менее регулярно переводить «Комедию» с 20-х годов XIX века, и в течение достаточно длительного времени эти переводы ограничиваются несколькими песнями первой кантики. Первый полный перевод «Ада» Ф. Фан-Дим (в прозе) опубликован в 1842 году, следующий (Д. Мин, терцинами) — в 1855 году. В целом в первой половине XIX века было опубликовано только несколько русских переводов фрагментов и отдельных кантик поэмы (О. Сомов, А. Норов, П. Катенин, С. Шевырёв, Ф. Фан-Дим), полный текст которой русские образованные читатели могли увидеть только в иностранных, в основном французских и итальянских, изданиях.
Вторая половина XIX века стала намного богаче на русские переводы «Комедии» Данте: один за другим выходят полные издания всей поэмы либо её кантик (Д. Мин, Д. Минаев, А. Фёдоров, «Чистилище» М. Горбова, Н. Голованов, О. Чюмина). Однако, как следует из работы Голенищева-Кутузова «Данте в России», недостаточные поэтические способности переводчиков этого времени обусловливают крайне неудовлетворительное качество новых переводов. Как отмечает филолог Е. Н. Мошонкина, из всех переводов «Комедии», появившихся во второй половине XIX века, нет ни одного, который бы не ощущался совершенно устаревшим в наше время.
Первые 40 лет XX века — период переводческого «застоя», отмеченный редкими попытками фрагментарных переводов, в частности, неоконченного перевода В. Брюсова и Вяч. Иванова (в 1913—1918 годах был создан подстрочный перевод Б. Зайцева, который, однако, был опубликован только в 1961 году в Париже). Перевод М. Лозинского, удостоенный в 1946 году Сталинской премии, — единственный полный перевод «Комедии», увидевший свет в советскую эпоху. Следующие за ним по времени полные переводы поэмы появились только в 1990-е годы: 1995-й — А. Илюшин (хотя отдельные песни «Комедии» в переводе А. Илюшина публиковались в журнале «Дантовские чтения», начиная с 1970-х), 1997-й — В. Лемпорт, 1999-й — В. Маранцман. В. Маранцман затратил на написание своего перевода 10 лет, то есть он начал переводить «Комедию» в 1989 году, в конце советской эпохи. Выход переводов «Комедии» А. Илюшина и В. Маранцмана в 90-е годы прошлого века вызвал активную научно-теоретическую дискуссию в филологическом сообществе и стал причиной возросшего интереса к дантовской поэме.

## Характеристика дореволюционных переводов

### Первые частичные переводы
| «Путь жизненный пройдя до половины, Опомнился я вдруг в лесу густом, Уже с прямой в нём сбившийся тропины. Есть что сказать о диком лесе том, Как в нём трудна дорога и опасна; Робеет дух при помысле одном.» |
| «Божественная комедия», «Ад», песнь I, строки 1—6 |

Изначально русских переводчиков «Комедии» интересовали не столько сюжет и перипетии повествования, сколько устройство дантова стиха, нахождение адекватной стилистической формы. Поэтому первые переводчики «Комедии» на русский язык ограничивались переводом трёх начальных песен первой кантики. Их переводы, по сути, являются образцами, пробами переложения на русский язык уникального стиля поэмы, каким его видели в ту эпоху.
Большинство советских и российских литературоведов-дантологов (И. Н. Голенищев-Кутузов, Н. Г. Елина,  Е. Н. Мошонкина) начинают свой разбор русской переводческой рецепции «Божественной комедии» с частичного перевода А. Норова (1823). Этот перевод был написан александрийским стихом со сдвоенными рифмами, который использовался во французских переводах «Комедии». Характеризуя переведённый А. Норовым отрывок из третьей песни «Ада», Голенищев-Кутузов отмечает, что ему «удалось передать образный строй и энергию выражений подлинника», но «терцины Данте переданы языком архаизованным и тяжёлым». А. С. Пушкин, интересовавшийся Данте и изучавший французские переводы «Божественной комедии», сказал об этом переводе следующее: «Норову не следовало бы переводить Данта».
Появившийся в начале 1830-х годов перевод П. Катенина уже частично отошёл от французского влияния. Хотя Катенин, возможно, изначально хотел выбрать французский александрийский стих для написания своего перевода, всё же затем он решил придерживаться стихотворного строя подлинника. Переводчик также стремился передать в своём переводе первых трёх песен поэмы её стилевые особенности. Однако Мошонкина предполагает, что Катенин в лексическом и синтаксическом аспектах опирался не столько на оригинал «Комедии», сколько на современные ему французские переводы.
Пушкин, ранее раскритиковавший Норова, положительно отзывался о переводческих опытах Катенина. Позднейшие же исследователи настроены более критически: так, литературовед Ю. Н. Тынянов расценил переводы Катенина из Данте как «языковую неудачу». Он утверждал, что соединение в работе переводчика архаизмов и просторечия создавало семантическую какофонию, приводящую к комизму. Голенищев-Кутузов указывал на то, что в тексте Катенина присутствуют лексические неточности, тяжёлое на слух построение предложений, сбивчивые фразы, нечёткий ритм.
Автор ещё одного частичного перевода «Божественной комедии» С. Шевырёв в 1830-х годах являлся авторитетным российским исследователем Данте и итальянской литературы XIII века. Текст Шевырёва, написанный силлабическим строем, не имеет, за исключением Илюшина, аналогов среди русских переводов поэмы Данте. Поскольку время силлабической поэзии в России закончилось в первой половине XVIII века, работа Шевырёва является смелым для своей эпохи версификационным экспериментом. Перевод Шевырёвым начальных терцин 3-й песни «Ада» получил одобрительный отзыв Гоголя, изучавшего Данте и знавшего итальянский язык: «Прекрасно, полно, сильно! перевод, каков должен быть на русском языке Данте».

### Ранние полные стихотворные переводы
| Мин | Минаев | Голованов | Чюмина |
| --- | --- | --- | --- |
| «На полдороге нашей жизни трудной В неведомый и темный лес вступил, Утратив путь прямой в дремоте чудной. Ах, тяжело сказать, как страшен был Сей лес густой, столь лютый, задичалый, Что в мыслях он мой страх возобновил!» | «Когда-то я в годину зрелых лет В дремучий лес зашёл и заблудился. Потерян был прямой и верный след... Нет слов таких, чтоб ими я решился Лес мрачный и угрюмый описать Где стыл мой мозг и ужас тайный длился: | «На полпути земного бытия Вступил я в лес угрюмый и унылый, И затерялась в нём тропа моя. Так страшно там и так пустынно было, Что речь слаба пред скорбию такой, И мысль одна ту скорбь возобновила». | «На полпути земного бытия Утратив след, вступил я в лес дремучий, Он высился, столь грозный и могучий, Что описать его не в силах я. И при одном о нём воспоминанье Я чувствую душою содроганье.» |
| «Божественная комедия», «Ад», песнь I, строки 1—6 | | | |

Уже во второй половине XIX — начале XX века в России появляется пять полных стихотворных переводов «Божественной комедии». Перевод с итальянского Д. Мина, выполненный терцинами, был начат в 1843 году, с V песни «Ада», и закончен в 1885 году, перед самой смертью переводчика. Филолог И. Н. Голенищев-Кутузов в своей работе «Данте в России» обращает внимание на то, что использование Мином именно итальянского терцинного строя, а не александрийского стиха, как у французских и подражавших им ранних русских переводчиков Данте, следование Мина текстовым особенностям именно оригинала «Комедии», а не французских переводов с него, в отличие от предшественников, являлось признаком стихотворного мастерства переводчика. На протяжении 40 лет переводчик много раз перерабатывал каждую терцину, переделывал заново песни, исправлял свой перевод, опираясь на новейшие исследования немецких дантологов К. Витте, А. Вагнера, К. Каннегиссера, а особенно А. Копиша и Филалета. При этом в кантике «Рай» Мин вносит в текст перевода несколько отсылок к поэзии Державина и вольно переводит некоторые стихи, отступая от буквального смысла оригинала в сторону православной традиции. 
Почти век, вплоть до издания перевода Лозинского, вариант Мина оставался наиболее читаемым русским переводом «Божественной комедии». Как считает Голенищев-Кутузов, перевод Мина был лучшим в XIX веке. Однако поэт Валерий Брюсов полагал, что Мин в своём переводе обеднил подлинник, сумев сохранить лишь часть его образов и выражений, утратив разнообразие рифм и «словесную инструментовку», «звукопись» подлинника, энергичный, сжатый и свободный стиль Данте. Как пишет Брюсов, в переводе Мина «вялая речь, однотонный стих, бедные рифмы отнюдь не дают художественного впечатления; робость метафор, бледность образов, натянутость выражений перевода весьма слабо напоминают яркость подлинника».
Дантолог и переводовед К. С. Ланда отмечает, что перевод Мина — это первый в истории русской рецепции полный перевод «Комедии», который сопровождался подробным научным комментарием, до сих пор не имеющим равных в философско-теологическом аспекте и единственным, который сопоставим по большинству методологических параметров с комментариями к «Божественной комедии» в итальянских изданиях. «Объяснения» к тексту поэмы впервые вводятся именно Мином, который следовал примеру итальянских и немецких издателей; до него переводчики «Комедии» ограничивались лишь отдельными краткими справками о упоминаемых в тексте персоналиях или топонимах. В комментарии к поэме Мин цитирует не только современных ему немецких, но и средневековых и более поздних итальянских дантологов, как Б. да Имола, К. Ландино, Н. Томмазео, Дж. Скартаццини; при этом наиболее часто Мин ссылается на статьи Филалета по теологии Фомы Аквинского в «Комедии». Однако Мин в своем комментарии не ограничивается цитированием иностранных ученых, приводя и собственные изыскания. Так, в комментарии к первой песни «Чистилища» Мин утверждает (предвосхищая современного медиевиста Ж. Ле Гоффа), что основное различие между этой кантикой и описаниями чистилища в средневековой католической традиции заключается в богатстве образов блаженства и света в «Чистилище».
Первым же опубликованным в России полным стихотворным переводом поэмы стал текст Д. Минаева, написанный в 1873—1879 годах. Перевод был выполнен с посредника-подстрочника, так как Минаев не знал итальянского языка. Хотя автор намеревался сохранить рифмовку оригинала, в его переводе встречаются нарушения терцинного строя, причём чем дальше от начала поэмы, тем это происходит чаще. По мнению литературоведа Н. Г. Елиной (с которым спорит Голенищев-Кутузов), перевод Минаева, «несмотря на некоторую тяжеловесность, не утратил своего значения и поныне» и является лучшим в XIX веке.
В начале 1890-х годов появляется перевод А. Фёдорова. В отличие от других переводчиков «Комедии» Фёдоров решил, что перевести огромную поэму 11-сложным стихом ему будет довольно трудно, и обратился к 8-сложному амфибрахию. Его перевод, как и у Минаева, начат терцинами, но и в строфике, и в ритмике Фёдорова число срывов нарастает к концу сочинения.
Вскоре после появления текста Фёдорова был опубликован ещё один перевод, принадлежащий Н. Голованову. Он выполнен с сохранением размера и рифмовки подлинника. Как указывает в предисловии к переводу сам автор, в своём тексте он стремится следовать буквальности. Голованов использует архаизмы и церковнославянизмы, употребляет былинные обороты и вульгаризмы, стремясь в своём переводе к «пестроте языка», которая была свойственна Данте.
Переводы Мина и Минаева продолжали переиздаваться в начале XX века, но издатели поэмы, полагая, что они слишком трудны для широкой публики, решили выпустить более лёгкий и доступный для восприятия перевод и поручили работу по созданию нового текста переводчице О. Чюминой. Поэтесса не знала итальянского языка, поэтому воспользовалась французским текстом-посредником. Её перевод написан свободной рифмой и современным русским языком.

### Отзывы
Поэт и переводчик М. Лозинский, обосновывая необходимость нового, более точного и более литературного перевода, так высказался о переводах своих предшественников: 

…перевод А. Фёдорова (1892—1894) — не более чем литературный курьёз. Перевод Д. Минаева (1874—1876) — далёк от подлинника и расплывчат: самое число стихов в отдельных песнях значительно большее, чем в оригинале. Терцинное строение в нём не соблюдено, а без него нарушается архитектоника поэмы. То же следует сказать и о позднейшем переводе О. Чюминой (1900—1902). Ближе передаёт и форму и содержание подлинника перевод Н. Голованова (1896—1902), но и он во многих отношениях несовершенен. Несравненно более ценен перевод Дмитрия Мина. «Ад» (V песнь которого была им напечатана ещё в 1844 году) вышел в свет в 1855 году. Полное издание «Комедии» явилось уже посмертным (1902—1904). При всех своих достоинствах перевод Мина не всегда в должной степени точен, а главное — он написан стихами, по которым трудно судить о поэтической мощи подлинника.
И. Н. Голенищев-Кутузов в основном подтверждал мнение Лозинского о предшествовавших ему русских переводах и необходимости совершенно другого перевода: так, Мин, переводя поэму, «бережно относился к слову, был даже порой педантично строг, но ему не хватало того поэтического полёта, который претворяет переводное и делает его отечественным, как часто случается у Лозинского». Говоря о переводах второй половины XIX века, Голенищев-Кутузов подчёркивает ограниченные поэтические способности их создателей: «Вслед за Мином в конце века появилось ещё несколько полных переводов „Божественной Комедии“ Д. Минаева, А. Фёдорова и Н. Голованова. Минаев совершенно лишён переводческого таланта, стих его тяжёл, а культура весьма ограничена. Много хуже Минаева перевод А. П. Фёдорова.<…> В настоящее время [его] опус может рассматриваться только как чудачество невежественного человека.<…> Серьёзнее были попытки М. Горбова, переложившего „Божественную Комедию“ ритмической прозой, и стихотворный перевод Н. Голованова». Перевод же Чюминой, как указывает филолог, вторичен: «[Ольга Чюмина] перевела со свободной рифмой, современным русским языком и имела значительный успех. Однако <…> за незнанием итальянского поэтесса обратилась к какому-то французскому, очевидно прозаическому, переводу». По мнению Голенищева-Кутузова, явным превосходством обладает созданный уже в советское время «талантливый и квалифицированный» поэтический перевод поэмы Лозинского.

### Неоконченный перевод «Божественной комедии» Брюсова
| На полдороге странствия земного Себя увидел я в лесу глухом, Затем, что сбился я с пути прямого. О, как же трудно описать стихом Тот мрачный лес, столь дикий и глубокий, Что я дрожу при мысли лишь о нем! |
| «Божественная комедия», «Ад», песнь I, строки 1—6 |

В конце 1904 года Валерий Брюсов получил от литературного редактора и критика С. А. Венгерова предложение принять участие в предполагаемом издании «Божественной Комедии», создав перевод «Ада». Брюсов так ответил на это предложение: «…Не сумею объяснить Вам, до какой степени меня увлекло и взволновало Ваше предложение. Данте! Данте! Да ведь это один из самых моих излюбленных, если не самый любимый поэт — среди всех». В июне 1905 года Брюсов сообщал Венгерову, что много читает по этому вопросу и обдумывает будущий перевод. Брюсов пишет: «И чем глубже вхожу в изучение Данте, тем безмерней кажется мне этот мир. А между тем это изучение переводчику безусловно необходимо. На многие стихи Комедии у меня только теперь открылись глаза».
В сентябре 1905 года поэт через Венгерова заключил контракт с издательством «Брокгауз и Ефрон» на создание полного стихотворного перевода «Божественной комедии». Тогда же он начал подготовку к масштабной работе, поставив перед собой определённые поэтические задачи. Брюсов писал, что он стремился в своём переводе в первую очередь сохранить поэзию оригинала, воссоздать дантовский стиль, соблюдая звукопись Данте, избежать добавлений, используя для сохранения ритма, размера и рифмы только перефразировки. Для перевода поэт выбрал миланское издание поэмы 1903 года дантологов Скартаццини и Ванделли, снабжённое подробными комментариями. Брюсов также тщательно изучал французские тексты «Комедии» де Монтора (1811), Ару (1842) и Мельо (1908), словарь дантовских рифм Л. Поллако и двухтомную «Enciclopedia Dantesca». В оформлении своего издания он хотел использовать иллюстрации Боттичелли, отказавшись от Доре. Однако в конце 1905 года издательство разорвало контракт с Брюсовым, и перевод остался неоконченным. В архиве поэта обнаружены переводы первой песни с комментариями и вступительной статьёй, нескольких терцин третьей и отрывков пятой песен «Ада», которые были опубликованы в 1965 году в книге «Данте и славяне» И. Бэлзы.
После разрыва соглашения с издательством Брюсов решил всё же закончить свой перевод поэмы и договорился с поэтом Вяч. И. Ивановым о совместной работе над переводом. Брюсов должен был перевести «Ад», Иванов — «Чистилище» и «Рай». Первая песнь «Чистилища» в переводе Иванова впервые была опубликована в «Oxford Slavonic Papers» в 1982 году.
Перевод Брюсова оказал немалое влияние на поэтический лексикон начала XX века. В частности, выражение «странствие земное» из песни I «Ада» в переводе Брюсова стало поэтической формулой, прозрачной и известнейшей для современников поэта аллюзией на Данте. Так, это брюсовское выражение вошло в заголовок одного из последних поэтических циклов Н. Гумилёва «Посредине странствия земного» (также «Огненный столп», 1921), в котором содержится немало отсылок к творчеству Данте.

### Влияние французских переводов
В то время как во Франции с конца XVIII века поэму многократно переводят целиком, во всей целостности её грандиозной конструкции (с 1776 по 1855 год было создано 11 полных переводов «Комедии»; всего же в XIX веке насчитывается 33 перевода), в России она вплоть до середины XIX века выходит на русском языке небольшими фрагментами. Обусловлено это тем, что русская образованная публика того времени была хорошо знакома с «Комедией» благодаря французским переводам. Именно с учётом этого факта ранние переводы художественного текста «Комедии» на русский язык совершались если не полностью с французских переводов-посредников, то с применением их опыта и зачастую с большим количеством лексических, синтаксических, рифмических или фразеологических заимствований из них, что свидетельствует о большом влиянии, которое оказывала французская дантология на русскую культуру.

## Перевод «Божественной комедии» М. Л. Лозинского
Перевод «Божественной комедии» М. Л. Лозинского с итальянского языка на русский был создан в 1936—1942 годах. Труд выполнен с сохранением размера и рифмовки подлинника и включает в себя авторские примечания, составленные по материалам средневековых и более поздних комментаторов Данте. Данный перевод неоднократно переиздавался.

### Работа Лозинского над переводом «Божественной комедии»
В 1932 году Максим Горький, руководивший издательством «Academia», заказал создание нового перевода «Божественной Комедии». За эту задачу впоследствии взялся переводчик Михаил Лозинский.
Работая над переводом поэмы, Лозинский глубоко погружался в биографию Данте и подробно изучал различные итальянские издания «Божественной комедии». Он уделял внимание и средневековым комментаторам Данте, таким как Кристофоро Ландино (1481), и современным самому переводчику — Казини-Барби (1944) и Скартаццини-Ванделли (1946). Как отмечал Е. Г. Эткинд в своей книге «Поэзия и перевод», подготовительные материалы Лозинского представляли собой «десятки папок, содержащих разнообразные изыскания, рефераты, конспекты, наблюдения, списки, чертежи, выписки, фотокопии и проч.» В архиве Лозинского сохранились соответствующие папки, позволяющие составить представление о фундаментальной предварительной работе, проделанной переводчиком. Среди них, в частности, «Библиография Данте» (картотека с «дантеаной» и переписка с учёными), «Книги о Данте» (конспекты десятков монографий о поэте и его эпохе, а также труды по истории, философии и искусствознанию на пяти языках), «Материалы к „Божественной комедии“» (реальный и лингвистический комментарии), «Просодия Данте» (стиховые переносы, классификация рифм и т. п.), «Рифмы» (списки рифмующих окончаний по всем песням), «Слова» (лексические возможности русского языка).
Первые строки «Ада» Лозинский перевёл 8 февраля 1936 года; перевод «Ада» был закончен 13 января 1938 года (работа над ним заняла 224 дня; в течение этих двух лет переводчика отвлекали болезни, а также другие литературные работы). В период с 10 октября 1939 по 7 декабря 1940 года Лозинский выполнил перевод «Чистилища» и уже позднее (10 марта — 25 мая 1941 года) написал примечания к нему.
Затем началась Великая Отечественная война, а осенью 1941 года — блокада Ленинграда. Государственный Эрмитаж взял на хранение в свои глубокие подвалы (оборудованные под бомбоубежище) написанные Лозинским рукописи перевода «Чистилища» и примечаний к нему. Самому поэту было предложено эвакуироваться самолётом, причём из-за жёсткого ограничения веса багажа он мог взять с собой только необходимые для работы над неоконченной частью перевода книги и рукописи. Вместе с женой Лозинский 30 ноября 1941 года прилетел из Ленинграда в Казань, откуда затем переехал в Елабугу, где в период с 6 февраля по 14 ноября 1942 года выполнил перевод «Рая» и параллельно составил примечания к этому тексту (17 февраля — 16 ноября 1942 года). В декабре 1945 — январе 1946 года Лозинский написал вступительную статью к переводу поэмы, которая называлась «Данте Алигьери». По замыслу переводчика, статья должна была ознакомить читателя со смыслом поэмы и мироощущением Данте.
В беседе с литературоведом Г. П. Блоком поэт высказался о своей работе над переводом максимально откровенно:

«Я отдал семь лет жизни на то, чтобы сильно почтить память Данте, и счастлив, что довёл дело до конца. Три части, сто песней, 14 233 стиха — это немало. Рифмованные терцины — исключительно трудный размер. Структура русского языка далека от итальянского. Многие места „Божественной Комедии“ неясны. Над ними трудились комментаторы всех стран, споря между собой. Приходилось делать выбор между их толкованиями. А там, где текст Данте допускает разные понимания, надо было делать так, чтобы и русский текст мог быть понят двояко или трояко. В течение этих семи лет я работал и над другими вещами. На перевод Данте мною потрачено, собственно, 576 рабочих дней, причём бывало, что за целый день я осилю всего 6 стихов, но случалось, что переведу и 69, в среднем же — около 24 стихов в день… Чем глубже я вникал в „Божественную Комедию“, тем больше преклонялся перед её величием. В мировой литературе она высится как горный кряж, ничем не заслонённый»— 
В 1946 году Лозинский «за образцовый перевод в стихах произведения Данте „Божественная Комедия“» был удостоен Сталинской премии I степени.

### Язык перевода Лозинского
| Данте | Лозинский | Подстрочник (Зайцев) |
| --- | --- | --- |
| «Nel mezzo del cammin di nostra vita mi ritrovai per una selva oscura, ché la diritta via era smarrita. Ahi quanto a dir qual era è cosa dura, esta selva selvaggia e aspra e forte, che nel pensier rinova la paura!» | «Земную жизнь пройдя до половины, Я очутился в сумрачном лесу, Утратив правый путь во тьме долины. Каков он был, о, как произнесу, Тот дикий лес, дремучий и грозящий, Чей давний ужас в памяти несу!» | «На половине странствия нашей жизни Я оказался в некоем темном лесу, Ибо с праведного пути сбился. О сколь трудно рассказать об этом Диком лесе, страшном и непроходимом, Что наводит ужас при одном воспоминании». |
| «Божественная комедия», «Ад», песнь I, строки 1—6 | | |

Академик-филолог И. И. Толстой так охарактеризовал в своём письме Лозинскому свои впечатления от его перевода «Божественной комедии»:

«Глубокоуважаемый и дорогой Михаил Леонидович! Читаю Ваш дивный перевод „Божественной Комедии“, читаю неотрывно и с благоговением. Я бесконечно Вам признателен за Ваш подарок. Конечно, не я первый и не я последний будет или уже выражал Вам чувства неподдельного восхищения Вашим переводом, но радость от чтения Вашей книги воспринимает ведь каждый по-своему… Я безотрывно читаю Вашу книгу как бы убаюканный строгим и в то же время бесконечно близким, обращаемым прямо к Сердцу восхитительным размером терцин бессмертной поэмы, мелодику которой Вы сумели с таким непревзойдённым мастерством передать на наш родной язык… Какой вы дивный переводчик! Чтобы передать текст Данте так, как передали его Вы, надо не только знать в совершенстве итальянский язык, ему современный, и историческую обстановку, но надо, чтобы в человеке звучали струны самой высокой и чистой, подлинной поэзии. Непревзойдённо высоко и правдиво звучит Ваш перевод для того уха, которое способно слушать бессмертный голос чистых звуков. Между прочим — в качестве „post scriptum“ — внимательно читаю я и Ваши „примечания“ с большим для себя профитом, и хотя они, что сразу видно, и урезаны, но всё же они Ваши, то есть сделаны со вкусом и пониманием дела».— 
Литературовед И. Н. Голенищев-Кутузов отмечал, что Лозинский при переводе стихов стремился сохранить максимально разнообразные рифмы в рамках одной и той же песни и закономерности звукосочетаний, присущие подлиннику. Также Лозинский, по его мнению, отразил и многообразие дантовской лексики (включая и просторечие, и повседневную лексику, и торжественную), не упрощая синтаксис оригинала. В то же время Голенищев-Кутузов усмотрел наличие «менее удачных мест» преимущественно во второй и третьей частях перевода Лозинского, заметив при этом, что они редки и итальянский текст передан переводчиком крайне точно.
Филолог Е. Г. Эткинд писал, что Лозинский сумел воссоздать на русском языке характерное для Данте «стилистическое богатство» и передать «своеобразные стилистические явления итальянской поэзии средствами русского языка». Эткинд отмечает, что язык перевода отличается «темнотой некоторых строк, а также тем, что на лексике перевода лежит лёгкий налёт архаичности, который в ряде песен подменяет стилистическую атмосферу Данте иной, более торжественной, иногда даже выспренной». Однако Эткинд подчёркивает, что именно в этом и заключалась задача Лозинского как переводчика, что это «не случайная ошибка. Дымкой архаизмов он <…> в поэме Данте нередко стремится передать ощущение исторической отдалённости произведения, поднять его над повседневностью, над бытом, над временем». При работе над переводом Лозинский стремился не приукрашивать текст, избегая благозвучности и гладкости, которой не было в оригинале; не допускал «просветлять», делать прозрачнее и яснее текст в сравнении с оригиналом, воздерживаясь в нём от внутренних комментариев для читателя.
Литературовед М. Л. Гаспаров, исследуя русскоязычные переводы «Божественной комедии», охарактеризовал перевод Лозинского как «изумительный», «прочный и точный», «образцовый», «незыблемый и монументальный». Это подтверждается тем фактом, что в переводе Лозинского коэффициент точности (процент слов подлинника, сохранённых в переводе, от общего числа слов подлинника) составляет 74 %, коэффициент вольности (процент слов перевода, не находящих прямого соответствия в подлиннике, от числа слов перевода) — 31 %; для песни I «Ада» соблюдается 73 % точности и 27 % вольности, в песни XXX «Ада» три четверти слов оригинала сохранены, одна четверть добавлена для ритма и рифмы (такие добавления чаще оказываются в третьей строке терцины). По его мнению, особенности взаимоотношений между оригиналом и переводом поэмы состоят в том, что «Данте, создавая „Комедию“, создавал итальянский поэтический язык; порой наглядно видно, как он с трудом обходит перифразами самые ответственные места, убирая швы между несмыкающимися словами с помощью предлогов и союзов. Лозинский, создавая свой перевод, был во всеоружии русского поэтического языка, он мог достичь того, к чему Данте только стремился, его слова пригнаны одно к одному без зазора».
Переводчик В. С. Лемпорт, создатель ещё одного русскоязычного перевода «Божественной комедии», напротив, полагает, что язык перевода Лозинского «затемнил оригинал лирическим шаманством и игрой аллегорий. У Данте все ясно и предельно конкретно». Кроме того, Лемпорт указывает на неточности перевода Лозинского и его аллюзии на современную ему политическую ситуацию в России: 

Что такое «Меж войлоком и войлоком державный» (Ад, песнь I, строка 105)? Фельтро (итал. Feltro), если быть точным, фетр, а не войлок. Кроме того, Фельтро — город, а также порода собаки, левретка.<…> зловещие слова над вратами ада у переводчика Лозинского получились в каком-то лирическом темпе: «Я увожу к потерянным (у Лозинского — „отверженным“) селеньям…» (Ад, песнь III, строка 3), тогда как в подлиннике: «Это мною заведён город страданий».<…> Перевод Лозинского был сделан в 1939 году. В то самое время, когда наша страна превратилась в город Дит. Миллионы мучеников, без вины виноватых. И вдруг главу десятую (Ада) Лозинский начинает так: «И вот идёт, тропинкою, по краю,/ Между стеной кремля и местом мук,/ Учитель мой, и я вослед ступаю». В то время сравнить, даже назвать ад — Кремлём!.

### Издания перевода «Божественной комедии» Лозинского
В «Литературном современнике» (1938. № 3, 4) вышли I, III, V, XIII, XXV и XXVI песни «Ада» с примечаниями самого М. Лозинского. В 1939 году Гослитиздат выпустил «Ад» в переводе М. Лозинского со вступительной статьёй А. К. Дживелегова и комментариями И. М. Гревса. В 1940 году то же издательство выпустило «Ад» со вступительной статьёй А. К. Дживелегова и комментариями А. И. Белецкого; оба эти издания были раскуплены за несколько дней. В «Литературном современнике» (1940. № 4, 12) были напечатаны I, IV, VI и IX песни «Чистилища» с примечаниями М. Лозинского. Гослитиздат предполагал издать «Чистилище» в 1941 году, но из-за войны осуществить планы удалось только в 1944 году (вступительная статья А. К. Дживелегова, примечания М. Лозинского). В 1945 году журнал «Ленинград» (№ 1, 2) опубликовал отрывки из XXVII и XXVIII песней «Рая» в переводе и с примечаниями М. Лозинского; в том же году Гослитиздат издал «Рай» в переводе и с примечаниями М. Лозинского и со вступительной статьёй А. К. Дживелегова.
Сам Лозинский желал, чтобы его перевод «Божественной комедии» был опубликован в одном томе с его примечаниями (составляли 16 авторских листов) и его вступительной статьёй. Несмотря на то, что рецензенты отозвались о статье положительно, руководство Гослитиздата решило издать в 1950 году «Божественную комедию» в одном томе, но со вступительной статьёй литературоведа К. Н. Державина. Гослитиздат потребовал у автора также урезать примечания вдвое (до 8 авторских листов); в таком виде они и были изданы.
Ниже перечислены полные посмертные советские издания перевода Лозинского:
- Данте Алигьери. Божественная комедия / в пер. М. Лозинского (примечания М. Лозинского). — М.: Гослитиздат (перепечатка издания 1950 г.), 1961.
- Данте Алигьери. Божественная комедия / в пер. М. Лозинского (вступительная статья Б. А. Кржевского, примечания М. Лозинского). — М.: Художественная литература, 1967.
- Данте Алигьери. Божественная комедия / в пер. М. Лозинского (послесловие и примечания к «Аду» И. Н. Голенищева-Кутузова, примечания к «Чистилищу» и «Раю» М. Лозинского). — М.: Наука, 1967.
- Данте Алигьери. Божественная комедия / в пер. М. Лозинского (вступительная статья К. Н. Державина, примечания М. Лозинского). — М.: Художественная литература, 1974.
- Данте Алигьери. Божественная комедия / в пер. М. Лозинского (вступительная статья К. Н. Державина, примечания М. Лозинского). — М.: Правда, 1982.
- Данте Алигьери. Божественная комедия / в пер. М. Лозинского (примечания М. Лозинского). — М.: Московский рабочий, 1986.

## Характеристика позднейших переводов
| Илюшин | Маранцман |
| --- | --- |
| «На полдороге странствий нашей жизни Я заблудился вдруг в лесу дремучем, Попытки ж выйти вспять не удались мне. О, расскажу ли я о нём, могучем, О диком лесе, лешей круговерти, Где бедный ум мой был страхом измучен?» | «В средине нашей жизненной дороги Попал я в мрачный, незнакомый лес, Где путь прямой терялся в темном логе. Как рассказать, чтоб он в словах воскрес? Тот лес был диким, мощным и суровым. Страх в памяти доселе не исчез». |
| «Божественная комедия», «Ад», песнь I, строки 1—6 | |

Сопоставляя переводы Михаила Лозинского и Владимира Маранцмана (1989—1999), историк и филолог Е. Н. Мошонкина делает вывод, что их тексты, хотя и написаны одним размером — пятистопным ямбом, стилистически резко отличаются друг от друга: перевод М. Лозинского подчёркнуто классичен, в то время как перевод В. Маранцмана написан более разговорным языком. Экспериментальный перевод В. Маранцмана вызвал многочисленные споры в среде филологов, не все из которых этот эксперимент поддержали. Критики положительно оценили ещё один новаторский в аспекте стилистики перевод «Комедии»: речь идёт о написанном силлабическим одиннадцатисложником тексте Александра Илюшина (1960—1980).
В. Маранцман руководствовался в своём переводе принципом (указанным им самим в предисловии к собственной работе), который состоит в том, что точность перевода обеспечивается не только правдой слов, но и правдой чувств. Эта его установка раскрывается в критике, обращённой к предшественникам. В переводе Лозинского Маранцмана не устраивает «торжественная классичность», «намеренная архаизация» и «романтическая патетичность», то есть всё создающее стилистическую ретроспективу и отдаляющее текст от массового читателя. Сам же Маранцман стремится «сделать текст понятным и без комментария, чтобы в общем своём строе каждая песнь была понятна современному читателю». Реалии и имена невозможно сделать «понятными без комментария», поэтому у Маранцмана такая понятность достигается при условии устранения и нивелировки всего уже непонятного нашим современникам в дантовском мироощущении. По мнению М. Л. Гаспарова, хотя в переводе Маранцмана есть некоторые недочёты (например, неточные рифмы, что не встречается в оригинале «Комедии»), всё же по качеству он приближается к работе Лозинского, что показывают коэффициенты точности и вольности (у Маранцмана они составляют 77—79% и 28—31% соответственно). С этим мнением спорит Е. Н. Мошонкина, указывая, что перевод Маранцмана уступает как оригиналу, так и варианту Лозинского, в динамике повествования и эмоциональной окраске; к тому же по сравнению с переводом Лозинского в тексте Маранцмана меньше точности и больше вольности.
Совершенно отличен от предыдущего подход Илюшина. Во-первых, его перевод написан силлабическим строем: у этого эксперимента Илюшина почти нет предшественников ни в оригинальной, ни в переводной поэзии (за исключением нескольких терцин, переведенных Шевырёвым в 1833 году). Как считает сам Илюшин, используемый в его варианте силлабический одиннадцатисложник с женской клаузулой (окончанием) позволяет максимально приблизиться к исконному дантовскому размеру «Комедии» — гендекассилабу. Вторая новация, на которую указывает сам переводчик, — это разнообразие стилистических и даже языковых регистров. Специфика стиля Данте состоит, по мнению Илюшина, в сочетании архаизмов и неологизмов: архаизмы он передаёт с помощью церковнославянских слов и выражений (в том числе и непонятных современному массовому русскому читателю, не обладающему специальной подготовкой), неологизмы — с помощью своих неологизмов, «неожиданных и рискованных». Илюшин в своём предисловии к переводу также указывает на то, что сознательно избегал в нём «красоты слога», «эстетизмов» ради приближения к «формировавшемуся» стилю Данте. Адресат илюшинского перевода — «филологически ориентированный» читатель; перевод Илюшина, в отличие от перевода Маранцмана, приближает не текст к читателю, а читателя к тексту.
Как отмечает Е. Н. Мошонкина, появление в 1990-е годы сразу двух более близких по времени переводов «Комедии» и дискуссии вокруг них подняли вопрос о критериях оценки поэтического перевода. Эксперименты авторов новых переводов «Комедии» в основном ограничиваются областью стилистики, любая оценка их труда является столь же субъективной, сколь производной от суждений критиков о дантовом стиле. Это и объясняет, почему дискуссии вокруг новых переводов до сих пор остаются открытыми.